# Dariusz Kubicki
Dariusz Kubicki es un entrenador de fútbol y exfutbolista polaco. Durante su carrera como jugador jugó de defensa, actualmente trabajo en la Lechia Gdańsk.

## Clubes como jugador
| Club                    | País       | Año       |
| ----------------------- | ---------- | --------- |
| Stal Mielec             | Polonia    | 1982-1983 |
| Legia Varsovia          | Polonia    | 1983-1991 |
| Aston Villa             | Inglaterra | 1991-1994 |
| Sunderland AFC          | Inglaterra | 1994-1997 |
| Wolverhampton Wanderers | Inglaterra | 1997-1998 |
| Tranmere Rovers         | Inglaterra | 1998      |
| Carlisle United         | Inglaterra | 1998      |
| Darlington F.C.         | Inglaterra | 1998      |

## Clubes como entrenador
| Club              | País    | Año              |
| ----------------- | ------- | ---------------- |
| Legia Varsovia    | Polonia | 1999 y 2003-2004 |
| Polonia Varsovia  | Polonia | 2005             |
| Górnik Łęczna     | Polonia | 2005-2006        |
| Lechia Gdańsk     | Polonia | 2007-2008        |
| Wisła Płock       | Polonia | 2009-2010        |
| Olimpia Grudziądz | Polonia | 2014             |

## Participaciones en Copas del Mundo
| Mundial                        | Sede   | Resultado    |
| ------------------------------ | ------ | ------------ |
| Copa Mundial de Fútbol de 1986 | México | Primera fase |

- Datos: Q1166047
- Multimedia: Dariusz Kubicki / Q1166047